# Ácido rosmarínico
El ácido rosmarínico es un compuesto químico presente en varias plantas, especialmente de la familia lamiáceas.
Es un éster del ácido cafeico. 

## Descubrimiento
Fue aislado en 1958 por los químicos italianos ML Scarpatti y G. Oriente a partir del romero. Su nombre deriva de rosmarinus, el nombre en latín de esta planta.

## Producción natural
La acumulación de ácido rosmarínico se muestra en los antoceros, en la familia de los helechos Blechnaceae y en especies de varios órdenes de angiospermas mono y dicotiledóneas.
Se encuentra sobre todo en muchas lamiáceas (dicotiledóneas en el orden Lamiales), especialmente en la subfamilia Nepetoideae. Se encuentra en las especies utilizadas comúnmente como hierbas culinarias tales como Ocimum basilicum (albahaca), Ocimum tenuiflorum (albahaca santa), Melissa officinalis (bálsamo de limón), Salvia rosmarinus (romero), Origanum majorana (mejorana), Salvia officinalis (salvia), el tomillo y la menta o en plantas con propiedades medicinales como Prunella vulgaris o las especies del género Stachys.
También se encuentra en otros Lamiales tales como Heliotropium foertherianum, una planta de la familia Boraginaceae.
También se encuentra en las plantas de la familia Marantaceae (monocotiledóneas en el orden Zingiberales), como las especies de los géneros Maranta (Maranta leuconeura, Maranta depressa) y Thalia (Thalia geniculata).
El ácido rosmarínico y un ácido rosmarínico 3'-O-β-D- glucósido se pueden encontrar en Anthoceros agrestis, un (Anthocerotophyta).